# ماري أليس
ماري أليس (بالإنجليزية: Mary Alice)‏ مواليد 3 ديسمبر 1941 في مسيسيبي، الولايات المتحدة، هي ممثلة أمريكية بدأت مسيرتها الفنية عام 1974. كما أنها من الفائزات بجائزة إيمي.

## الأعمال

### أفلام
- الإيقاظ
- مالكوم إكس
- قانون
- الماتريكس 3

## روابط خارجية
- ماري أليس على موقع IMDb (الإنجليزية)
- ماري أليس على موقع ألو سيني (الفرنسية)
- ماري أليس على موقع أول موفي (الإنجليزية)
- ماري أليس على موقع قاعدة بيانات برودواي على الإنترنت (الإنجليزية)
- ماري أليس على موقع قاعدة بيانات الأفلام السويدية (السويدية)
- ماري أليس على موقع إن إن دي بي (الإنجليزية)
- ماري أليس على موقع قاعدة بيانات الفيلم (الإنجليزية)
- ماري أليس على موقع كينوبويسك (الروسية)